# Tomáš Dočekal
Tomáš Dočekal (* 24. Mai 1989 in Smržovka) ist ein tschechischer Fußballspieler.

## Karriere
Dočekal begann seine Karriere beim FK Lučany nad Nisou. 2009 wechselte er zum FK Viktoria Žižkov. 2010 wurde er in die Slowakei an den MFK Zemplín Michalovce verliehen. In der Winterpause der Saison 2010/11 kehrte er zu Žižkov zurück und debütierte im Mai 2011 gegen den FC Vysočina Jihlava in der FNL. Zu Saisonende stieg er mit dem Verein in die erste tschechische Liga auf.
In der Winterpause der Saison 2011/12 wechselte er nach Polen zum Zweitligisten Piast Gliwice. Mit Piast konnte er 2012 in die Ekstraklasa aufsteigen. Im Januar 2014 wurde er an den Zweitligisten GKS Tychy verliehen und im September 2014 zurück nach Tschechien an den Erstligisten 1. FC Slovácko. In der Winterpause der Saison 2014/15 kehrte er zu Piast zurück.
Zur Saison 2015/16 kehrte er zum inzwischen drittklassigen FK Viktoria Žižkov zurück, mit dem er zu Saisonende wieder in die zweithöchste Spielklasse aufsteigen konnte.
Im August 2017 wechselte er zum österreichischen Zweitligisten Floridsdorfer AC. Nach der Saison 2017/18 verließ er den FAC und kehrte zu Viktoria Žižkov zurück. Für Žižkov kam er zu zehn weiteren Zweitligaeinsätzen. Im Februar 2019 wechselte er in die Slowakei zum Erstligisten FC Zlaté Moravce. Bis zum Ende der Saison 2018/19 kam Dočekal zu 13 Einsätzen in der Fortuna liga.
Zur Saison 2019/20 kehrte er nach Tschechien zurück und wechselte zum Erstligisten FK Jablonec.